# اولنگ (مینودشت)
اولنگ (مینودشت)، روستایی از توابع بخش مرکزی شهرستان مینودشت در استان گلستان ایران است.

## جمعیت
این روستا در دهستان کوهسارات قرار دارد و براساس سرشماری مرکز آمار ایران در سال ۱۳۸۵، جمعیت آن ۱۴۶ نفر (۳۵خانوار) بوده‌است.